# Yakovlev Yak-112
O Yakovlev Yak-112 Filin (Coruja) é um avião monoplano soviético/russo utilitário que voou pela primeira vez em 1992. É construído inteiramente de metal com asa alta e trem de pouso triciclo fixo.